# Continuumul Gernsback
„Continuumul Gernsback” (denumire originală The Gernsback Continuum) este o povestire de William Gibson despre Parker, un fotograf din anii 1930 căruia i-a fost încredințată fotografierea unei arhitecturi vechi, futuriste. Aceasta arhitectură, deși în mare parte uitată în timpul lui Parker, întruchipează pentru generația care a construit-o conceptul lor despre viitor. Denumirea "Gernsback" din titlu face aluzie la Hugo Gernsback, editorul unei reviste pulp științifico-fantastice din cursul secolului al XX-lea. Prin folosirea acestui titlu, Gibson contrastează viitorul avut în vedere în timpul lui Gernsback cu prezentul, era "cyberpunk" pe care Gibson întemeiat-o. Povestea a fost publicată în antologia Burning Chrome.

## În limba română
- Anticipația CPSF, nr. 530, 1996-ian.

## Vezi și
- 1981 în științifico-fantastic